# سالومي ألكسندرا
سالومي ألكسندرا (بالعبرية: שְׁלוֹמְצִיּוֹן אלכסנדרה‏) (141 – 67 قبل الميلاد)، هي ملكة اليهود الوحيدة بعد عثليا. وهي زوجة أرسطوبولس الأول ثم تزوجت من بعده أخيه ألكسندر جانيوس،  كانت آخر ملكة في يهودا، حكمت من 76 إلى 67 قبل الميلاد. وهي والدة هيراكنوس الثاني ملك يهودا ورئيس الكهنة بعدها. بعد موت ألكسندر جانيوس صعدت سالومي إلى الحكم، ونصَّبت ابنها رئسًا للكهنة، وقبل أن تموت عيَّنت ابنها لاحقًا لها على العرش.